# Hazelburn
Hazelburn war eine Whiskybrennerei in Campbeltown, Argyll and Bute, Schottland. Die Brennereigebäude sind in den schottischen Denkmallisten in die Kategorie B einsortiert. Die Hazelburn-Brennerei wurde 1925 geschlossen; der Name wird jedoch heute wieder für ein Produkt der Springbank-Brennerei verwendet.

## Geschichte
Die Brennerei brannte vor ihrer Lizenzierung im Jahre 1825 durch die ursprünglichen Teilhaber Matthew und David Greenlees und Archie Colville wahrscheinlich schon seit 1796 schwarz Whisky. Damit gilt Hazelburn als älteste Brennerei Campbeltowns, obwohl sie erst nach Campbeltown, Caledonian, Dalaruan, Kinloch, Lochhead, Longrow und Meadowburn lizenziert wurde. Die ursprünglichen Gebäude befanden sich am Südende der Longrow. Wahrscheinlich in den 1840er Jahren wurde jedoch ein neues Werk in der Millknowe Road gegenüber der Einmündung der Glengyle Road errichtet, um nötige Erweiterungen zur Deckung der gestiegenen Nachfrage zu ermöglichen.
Lange Zeit war Hazelburn die größte Brennerei der Stadt. Nachdem die Brennerei seit ihrer Gründung stets zumindest teilweise im Besitz der Greenlees-Familie war, wurde sie im Jahre 1920 an Mackie Co. veräußert, welche wenige Jahre später unter White Horse Distillers Ltd. firmierten und schließlich 1927 in der Distillers Company Limited (DCL) aufgingen. Mitte der 1920er Jahre teilte sie das Schicksal der meisten Brennereien Campbeltowns und wurde während der allgemeinen Absatzkrise auf dem Whiskymarkt geschlossen. Angeblich wurde sie auch schon in den Jahren davor nur noch sporadisch betrieben. Die Gebäude der ehemaligen Brennerei wurden noch lange Jahre als Lagerhäuser verwendet und sind heute noch teilweise erhalten.
Als Alfred Barnard im Rahmen seiner Whiskyreise im Jahre 1885 die Brennerei besuchte, verfügte sie über eine jährliche Produktionskapazität von 250.000 Gallonen und war damit die größte Brennerei der Stadt. Im Jahre 1885 wurden 192.000 Gallonen Whisky produziert. Hierzu standen eine 7000 Gallonen fassende Grobbrandblase (Wash Still), welche zu dieser Zeit die größte Campbeltowns war, und zwei 1800 Gallonen fassende Feinbrandblasen (Spirit Stills) zur Verfügung. Es wurde ein Malt Whisky produziert.

## Hazelburn (Springbank)
Seit 2005 verausgabt die Brennerei Springbank einen Single-Malt-Whisky namens Hazelburn. Dieser wird aus ungetorftem Malz hergestellt und dreifach destilliert, woraus ein eher milder Whisky resultiert. Zunächst wurde nur ein achtjähriger Whisky ins Programm genommen, das mittlerweile jedoch um eine zwölfjährige Originalabfüllung erweitert wurde. Darüber hinaus ist nun auch ein 13-jähriger Hazelburn im Handel, der im Oloroso Sherry Fass gereift ist. Hazelburn steht als Marke neben den anderen Produkten derselben Firma, nämlich Springbank und Longrow.